# Pomnik Feliksa Dzierżyńskiego w Moskwie

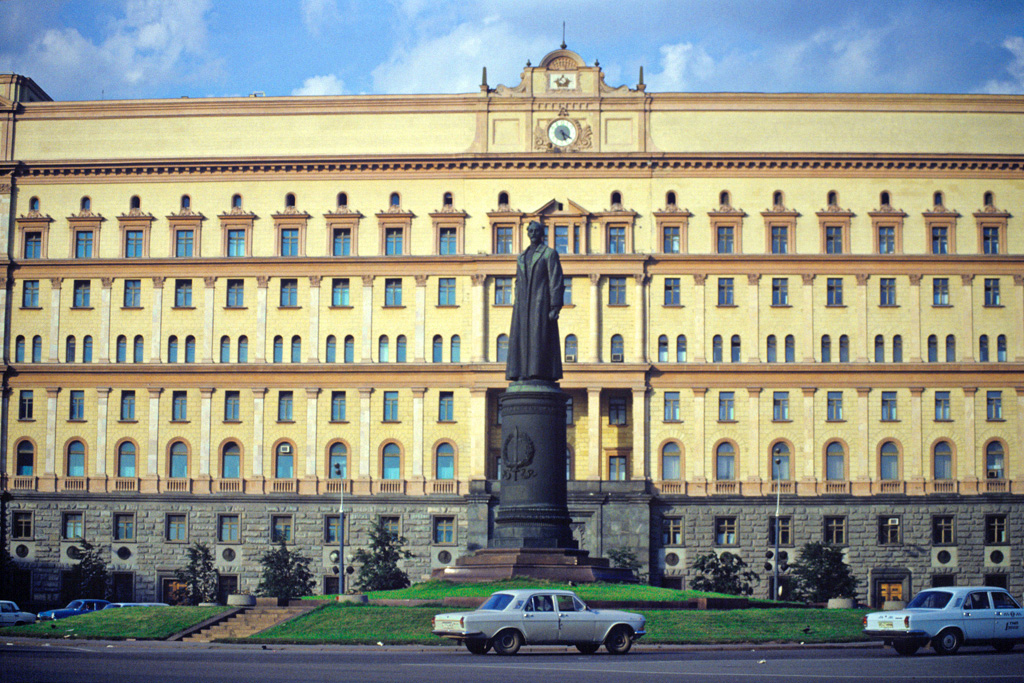
Pomnik na placu Łubiańskim tuż przed rozbiórką, 22 sierpnia 1991

Pomnik Feliksa Dzierżyńskiego w Moskwie – upamiętnienie Feliksa Dzierżyńskiego, polskiego i rosyjskiego rewolucjonisty, założyciela Czeki i jednego z autorów Czerwonego terroru, które znajdowało się na placu Łubiańskim w ścisłym centrum Moskwy w latach 1958–1991. Spontaniczny demontaż pomnika stał się jednym z symboli rozpadu ZSRR. Obecnie pojawiają się próby jego przywrócenia na dawne miejsce.

## Historia
W 1918 roku w budynkach przy placu Łubiańskim mieściła się Wszechrosyjska Komisja Nadzwyczajna do Walki z Kontrrewolucją i Sabotażem, której założycielem i pierwszym szefem był Feliks Dzierżyński. Jesienią 1926 roku, wkrótce po śmierci Dzierżyńskiego, decyzją Prezydium Mossowieta (moskiewskiej rady miejskiej) plac Łubiański przemianowano na plac Dzierżyńskiego.
W 1940 roku ogłoszono konkurs na projekt pomnika Dzierżyńskiego, który wygrała Sarra Lebiediewa, tworząc przez całe życie rzeźbiarski portret Dzierżyńskiego, jednak jej projekt nigdy nie został zrealizowany.

## Odsłonięcie pomnika
Otwarcie pomnika, zaprojektowanego przez rzeźbiarza Jewgienija Wuczeticza i architekta Grigorija Zacharowa, odbyło się 20 grudnia 1958 roku. Pomnik stanął naprzeciwko obecnej siedziby FSB Rosji, która w czasach sowieckich była zajmowana kolejno przez OGPU, NKWD, NKGB, MGB i KGB.
Waga pomnika bez cokołu wynosi 11 ton.

## Demontaż pomnika
Pod koniec lat 80. część sowieckiego społeczeństwa zaczęła postrzegać pomnik Dzierżyńskiego jako symbol represji.
Wieczorem 22 sierpnia 1991 roku, po niepowodzeniu próby zamachu stanu podjętej przez Państwowy Komitet Nadzwyczajny, wokół gmachu KGB na placu Łubiańskim zaczęły gromadzić się tysiące ludzi. W tłumie pod budynkiem (według Siergieja Stankiewicza było to około 6-7 tysięcy osób, według historyka Roja Miedwiediewa co najmniej 20 tysięcy) pojawiły się wezwania do szturmu Łubianki. W tym samym czasie tłum rzucił się, by obalić pomnik Dzierżyńskiego: statuę zaczepiono kablami do autobusu PAZ i zaczęto ciągnąć. Gdyby pomnik został w ten sposób przewrócony, mogłyby zostać uszkodzone znajdujące się w tym miejscu pod ziemią zabudowania stacji metra Łubianka. Ponadto sam pomnik, pusty w środku, pękłby w przypadku upadku z wysokiego cokołu, co nieuchronnie spowodowałoby liczne ofiary w ludziach. Aby uniknąć tragedii, przybyły na miejsce zdarzenia Siergiej Stankiewicz wspiął się na dach autobusu i podnosząc megafon zaapelował do zebranych, aby nie burzyli pomnika samowolnie, obiecując rozebrać go przy pomocy dźwigów, po których przybyciu rzeźbę zdjęto z cokołu i przeniesiono na pustą działkę niedaleko nowego gmachu Galerii Tretiakowskiej.
W 1992 roku na Krymskim Wale utworzono park sztuki Muzeon, skansen rzeźb, w którym znajdowały się pomniki przywódców radzieckich, w tym pomnik Dzierżyńskiego. Jednocześnie zachowano napisy, które protestujący umieścili na cokole i pomniku w 1991 roku („Kat”, „Antychryst”, „Feliks jest skończony” i inne).

## Status pomnika
5 maja 1997 roku Boris Jelcyn prezydenckim dekretem wykreślił pomnik Dzierżyńskiego z rejestru zabytków historii i kultury o znaczeniu federalnym. 11 listopada 1997 roku władze Moskwy swoją uchwałą nadały mu status pomnika historii o znaczeniu lokalnym, a 23 stycznia 2007 roku status pomnika dziedzictwa kulturowego o znaczeniu regionalnym.

## Próby przywrócenia pomnika na plac Łubiański
W 2002 roku mer Moskwy Jurij Łużkow zaproponował przywrócenie pomnika Dzierżyńskiego na plac Łubiański i podjął inicjatywę zorganizowania referendum w tej sprawie. Łużkow został jednak później zmuszony do porzucenia tego pomysłu ze względu na protesty społeczne.
W październiku 2013 roku prasa doniosła, że Moskiewska Duma Miejska podjęła decyzję o odrestaurowaniu pomnika i przywróceniu go na plac Łubiański, a wstępna renowacja pomnika będzie kosztować 50 mln rubli. Informacja ta została później zdementowana.
12 czerwca 2015 roku Moskiewska Miejska Komisja Wyborcza zezwoliła Komunistycznej Partii Federacji Rosyjskiej na przeprowadzenie w Moskwie referendum w sprawie renowacji pomnika Feliksa Dzierżyńskiego na placu Łubiańskim. Zwolennikom Giennadija Ziuganowa udało się zebrać 150 tys. podpisów poparcia dla zorganizowania referendum. Akcję prowadzono pod hasłem „Żelazna wola – silna Rosja”, ale już następnego dnia szef moskiewskiego komitetu partyjnego Walerij Raszkin oznajmił, że na razie tych podpisów nikt nigdzie nie będzie przekazywał: „Odraczamy złożenie arkuszy podpisów… do czasu decyzji sądu i komisji ds. sztuki monumentalnej, wtedy będziemy kontynuować walkę o zorganizowanie referendum na nowych zasadach”.
W grudniu 2020 roku organizacja „Oficerowie Rosji” zwróciła się do Prokuratora Generalnego Rosji z prośbą o przywrócenie pomnika Dzierżyńskiego na plac Łubiański, gdyż ze względu na status pomnika władze miasta nie mogły podjąć decyzji o jego demontażu.
W lutym 2021 roku Zachar Prilepin, Dmitrij Puczkow, Aleksandr Prochanow, Dmitrij Lekuch, Siergiej Aksionow, Lesja Riabcewa, Jekaterina Reifert, Siemion Piegow, Piotr Lidow, Gierman Sadułajew i Aleksiej Gintowt przesłali list do mera i władz Moskwy, w którym wyrazili poparcie dla powrotu pomnika Dzierżyńskiego na plac Łubiański.
Pod koniec kwietnia 2021 roku organizacja społeczna „Oficerowie Rosji” ogłosiła, że moskiewska prokuratura uznała rozbiórkę i usunięcie pomnika Dzierżyńskiego z placu Łubiańskiego za nielegalne. Przewodniczący organizacji stwierdził, że „Oficerowie Rosji” konsekwentnie angażują się w ponownie umieszczenie pomnika na placu Łubiańskim, przytaczając cytat z odpowiedzi prokuratury, z której wynika, że w odpowiednich zasobach archiwalnych „nie ma aktu prawnego o rozbiórce pomnika”.

### Dyskusja publiczna

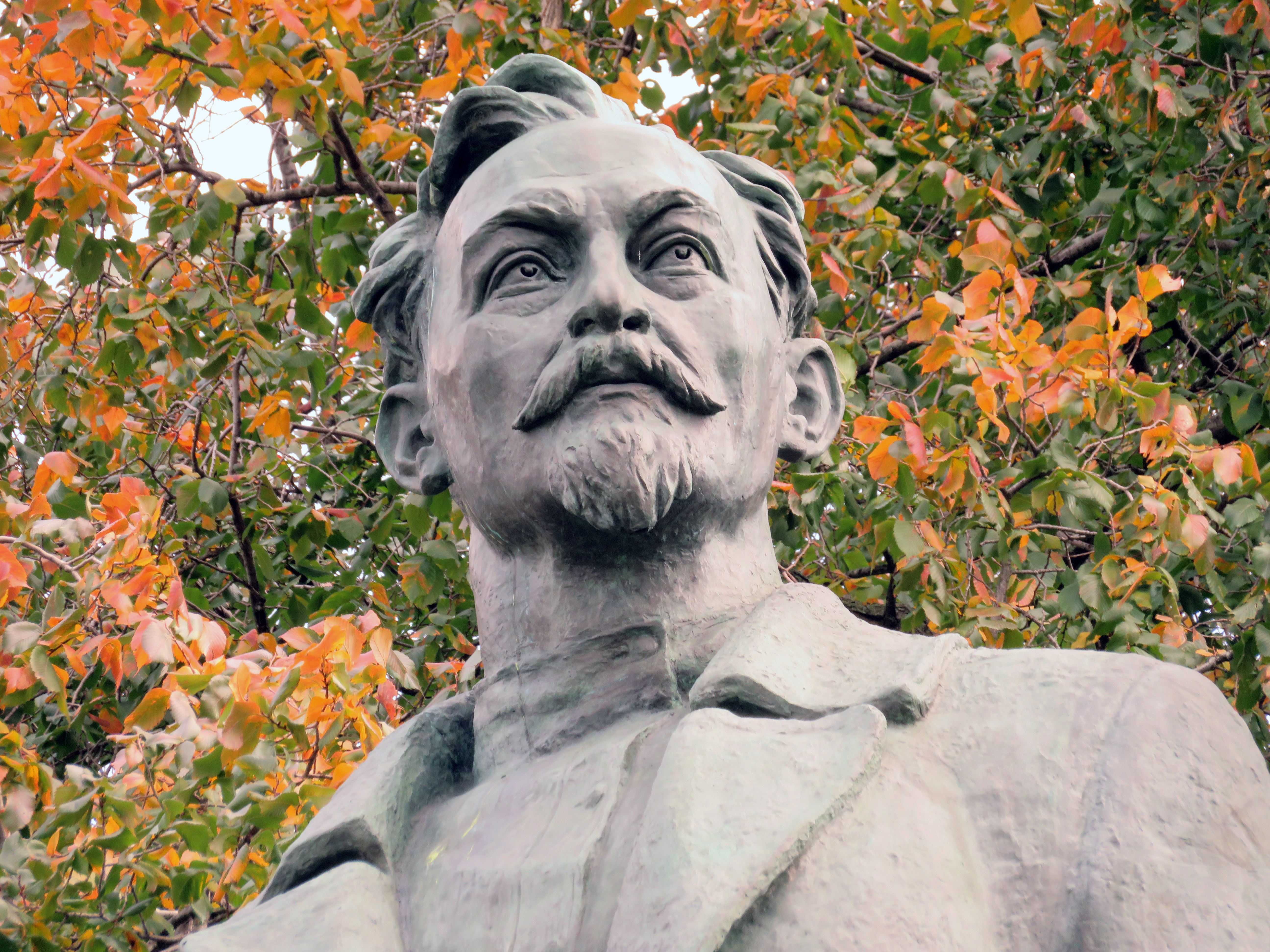
Pomnik Dzierżyńskiego – detal

Propozycja przywrócenia pomnika Dzierżyńskiego na plac Łubiański ma zarówno zwolenników, jak i przeciwników.
Ci drudzy, omawiając ten pomysł na początku 2021 roku, proponowali ustawienie pomników Aleksandra Newskiego oraz Iwana III na placu Łubiańskim lub odnowienie stojącej wcześniej w tym samym miejscu fontanny autorstwa Iwana Witali. Zaproponowano także inne rozwiązania.

### Głosowanie w systemie „Aktywny Obywatel”
25 lutego 2021 roku w systemie „Aktywny Obywatel” rozpoczęło się głosowanie w sprawie przywrócenia pomnika na plac Łubiański. Alternatywnie zaproponowano wzniesienie pomnika Aleksandra Newskiego. Do wieczora 26 lutego zagłosowało prawie 320 tys. osób: pomnik Aleksandra Newskiego poparło 55,3% ankietowanych, Dzierżyńskiego – 44,6%. Następnie głosowanie zostało zawieszone: mer Moskwy stwierdził, że „opinia publiczna jest podzielona mniej więcej na połowę, a samo głosowanie coraz częściej przeradza się w konfrontację pomiędzy ludźmi o odmiennych poglądach”. Jednocześnie, zdaniem mera, pomniki „nie powinny dzielić, ale jednoczyć społeczeństwo”. W rezultacie władze Moskwy zdecydowały się na pozostawienie placu w obecnym kształcie.
Według informacji z 3 maja 2021 roku władze Moskwy nie planują na razie ponownej dyskusji na temat powrotu pomnika Dzierżyńskiego na plac Łubiański.